# Саморуков Олег Миколайович
Олег Миколайович Саморуков (рос. Олег Николаевич Саморуков; нар. 22 жовтня 1972) — радянський та російський футболіст та тренер, виступав на позиції воротаря.

## Кар'єра гравця
Вихованець калінградського «Вимпела», за дорослу команду якого дебютував 1989 року. У 1996 році перейшов до «Торгмаша». За три сезони, проведені в команді, зіграв 14 матчів у третій та другій лізі чемпіонату Росії. Після цього виступав виключно за аматорські колективи «Метеор» (Жуковський), «Реутов», «Зоря» (Краснознаменськ), «Митищі», «Троїцьк-2001» та «Спартак-2» (Щолково).

## Кар'єра тренера
Кар'єру тренера розпочав ще будучи гравцем. З 2006 по 2008 рік допомогав тренувати «Реутов», а в 2007 році займав посаду адміністратора команди. У 2009 році очолив «Спартак» (Щолково). Надалі працював асистентом головного тренера в клубах «Істра», «Поділля» (Подільський район), «Якутія» (Якутськ) та «Волга» (Твер).